# James Comey
James Brien Comey jr. (født 14. december 1960 i Yonkers i New York) er en amerikansk advokat og september 2013 - maj 2017 direktør for det amerikanske forbundspoliti, Federal Bureau of Investigation (FBI).
I september 2013 blev Comey udnævnt til direktør for FBI af præsident Barack Obama og  i maj 2017 afsat af Donald Trump.

## Liv og virke

### Baggrund
James Brien Comey jr. blev født i Yonkers, men voksede op i Allendale i New Jersey. Hans forældre, der stammede fra Irland, var Joan og J. Brien Comey. Hans far arbejdede med lejligheder og hans mor var datarådgiver. Han studerede ved College of William and Mary med kandidateksamen 1982 i kemi og religion. Hans afslutningsarbejde analyserede den liberale teolog Reinhold Niebuhr og den konservative televangelist Jerry Falwell. Han lagde vægt på deres tro på offentlig engagement. Han tog doktorgrad i retslære ved University of Chicago i 1985.

### Karriere
Efter studierne var han notar ved en føderal distriksdomstol i New York. Derefter var han ansat i advokatfirmaet Gibson, Dunn & Crutcher i New York og blev senere assistent for den føderale anklagemyndighed for New Yorks sydlige distrikt (1987–93). Han hjalp med anklagen mod mafiafamilien Gambino.
1996-2001 var Comey administrerende assistent for den føderale anklagemyndighed for delstaten Virginias østlige distrikt. I 1996 blev han stedfortrædende specialadvokat for senator Whitewater-komitéen. Han var også chefsanklager vedrørende Khobar Towers-bombningen i 1996 i Saudiarabien. Samtidig var han tilforordnet professor i retslære ved University of Richmond.
Han var føderal anklager for New Yorks sydlige distrikt fra januar 2002..
Han blev udnævnt til vicejustitsminister den 11. december 2003. Blandt hans første opgaver i embedet var at overtage ledelsen af udredningen om præsident Bill Clintons kontroversielle benådning af Marc Rich..
I august 2005 blev Comey chefjurist og viceadministrerende direktør for Lockheed Martin. I 2010 blev han chefsjurist ved Bridgewater Associates i Westport i Connecticut. I begyndelsen af 2013 forlod han Bridgewater for at blive forsker i National Security Law ved Columbia Law School i New York City.
I september 2013 blev Comey udnævnt til chef for FBI af præsident Barack Obama.

## Fyring
D. 9. maj 2017 fyrede præsident Donald Trump James Comey med den begrundels, at han "ikke er i stand til at lede FBI effektivt". Fyringen var bemærkelsesværdig, da James Comey stod i spidsen for en undersøgelse af Donald Trumps påståede forbindelser til Rusland og russisk involvering i præsidentvalget.  Fyringen skete samme aften som CNN fortalte, at en jury havde udstedt stævninger i forbindelse med undersøgelsen af Trump-kampagnens kontakt med russiske embedsmænd. Man undersøgte også lækager fra personer i FBI til Trumps valgkamp.